# Estudios coránicos

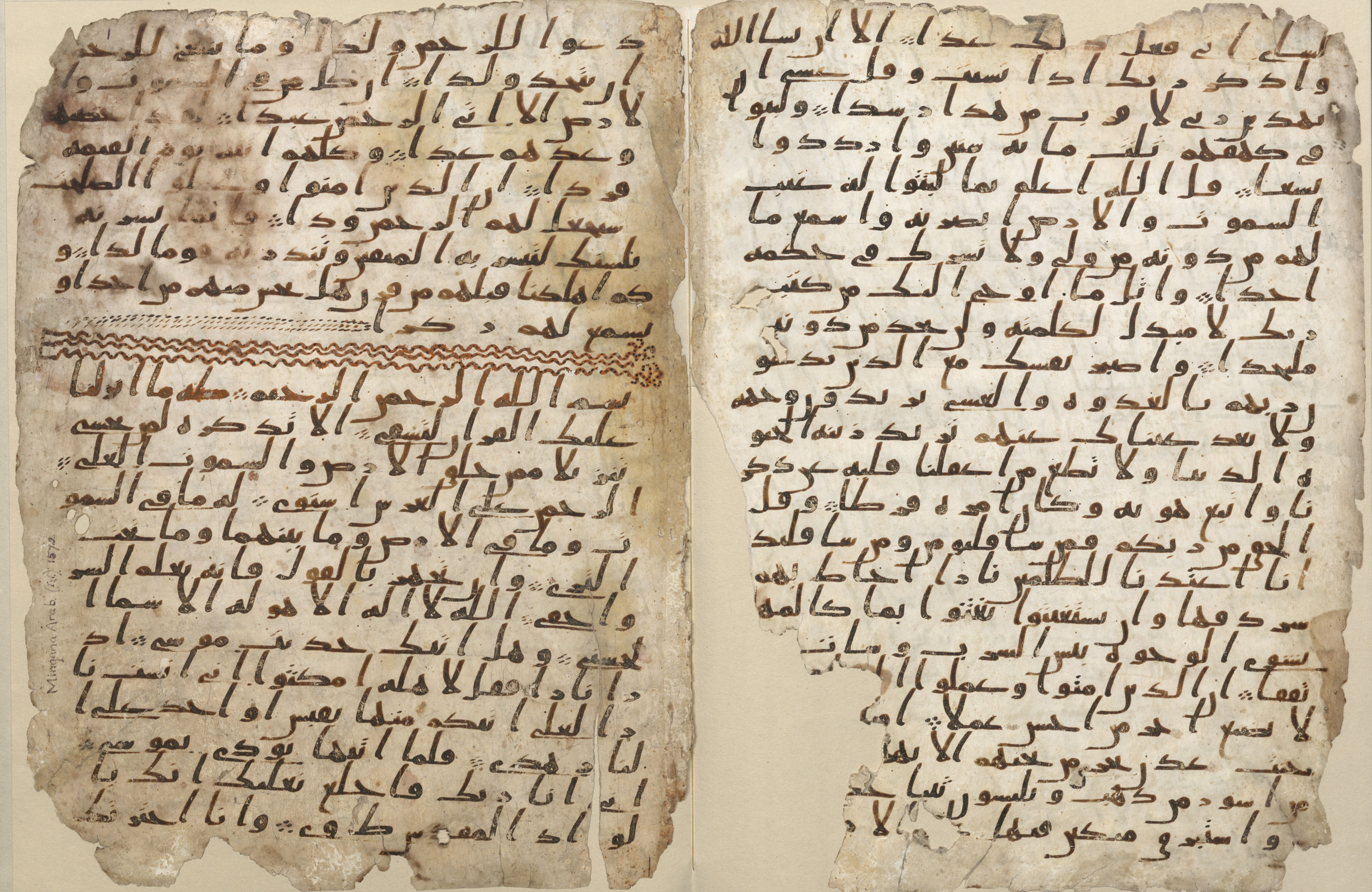
El manuscrito encontrado en Birmingham del Corán, un texto coránico temprano fechado en el siglo VII.

Los estudios coránicos son el estudio académico del Corán, el texto religioso central del Islam. Al igual que en los estudios bíblicos, se utilizan y aplican un conjunto diverso de disciplinas y métodos, como filología, crítica textual, lexicografía, codicología, crítica literaria, religión comparada y crítica histórica. El comienzo de los estudios coránicos modernos se inició entre los eruditos alemanes del siglo XIX.
Los estudios coránicos tienen tres objetivos principales. El primero es comprender el significado original, las fuentes, la historia de la revelación y la historia del registro y la transmisión del Corán. El segundo es rastrear cómo fue recibido el Corán por la gente, incluyendo cómo fue entendido e interpretado (exégesis) a lo largo de los siglos. El tercero es el estudio y la apreciación del Corán como literatura de manera independiente de los otros dos objetivos.

## Método histórico-crítico
Los estudios coránicos emplean principalmente el método histórico-crítico (MHC), cuyo enfoque "pospone cualquier evaluación de la verdad y relevancia de la escritura hasta después de que se haya llevado a cabo el acto de interpretación". El término «crítico» no implica criticar un texto. Según el MHC, leer un texto críticamente significa:
suspender las presuposiciones heredadas sobre su origen, transmisión y significado, y evaluar su adecuación a la luz de una lectura atenta de ese texto mismo, así como de otras fuentes relevantes ... Esto no quiere decir que, por el contrario, deba asumirse que la escritura es falsa y mortal, pero sí abre la muy real posibilidad de que un intérprete encuentre que la escritura contiene afirmaciones que, según sus propios estándares, son falsas, inconsistentes o triviales. Por lo tanto, un enfoque plenamente crítico de la Biblia, o del Corán en su caso, equivale a la exigencia, frecuentemente reiterada por los biblistas desde el siglo XVIII, de que la Biblia debe interpretarse del mismo modo que cualquier otro texto.
 Por el contrario, leer un texto históricamente significaría:
exigir que los significados que se le atribuyen hayan sido humanamente ‘pensables’ o ‘decibles’ dentro del entorno histórico original del texto, en la medida en que este pueda reconstruirse retrospectivamente. Al menos para la corriente principal de la erudición histórico-crítica, la noción de posibilidad subyacente a las palabras ‘pensable’ y ‘decible’ está informada por el principio de analogía histórica: la suposición de que los periodos pasados de la historia estaban constreñidos por las mismas leyes naturales que la época presente, que las capacidades morales e intelectuales de los agentes humanos en el pasado no eran radicalmente diferentes de las nuestras, y que el comportamiento de los agentes del pasado, como el de los contemporáneos, es al menos en parte explicable recurriendo a ciertos factores sociales y económicos.

## Crítica textual
El desarrollo más significativo en los últimos años de los métodos de la crítica textual al Corán ha sido la digitalización de los primeros manuscritos coránicos. También ha cobrado impulso el estudio de los manuscritos del Corán.

### Códices de los Compañeros
Cuando murió Mahoma, la fuente autorizada de la revelación divina entre sus seguidores (conocidos como sus Compañeros), los Compañeros reunieron sus enseñanzas en un único documento para que no se perdieran. Colecciones de sus enseñanzas se pusieron por escrito en códices, un tipo de documento antecesor del libro moderno. La unidad de división de estos códices coránicos era la sura, equivalente aproximado a un capítulo en un libro hoy. La colección más importante fue el códice de ‘Uthmán, que recibió su nombre por haber sido canonizado durante el reinado del califa ‘Uthmán alrededor del 650 d. C., momento en el que se convirtió en la codificación escrita autorizada del Corán en el islam. Antes de este acontecimiento, otros Compañeros de Mahoma también habían creado sus propios códices del Corán, ligeramente diferentes. En la historia islámica, se han atribuido códices a ‘Abd Allah ibn Mas‘ud, Ubayy ibn Ka‘b y Abū Mūsā al-Ash‘arī.
El códice de Ibn Mas‘ud y el de Ubayy ibn Ka‘b están bien documentados, porque sobrevivieron hasta el siglo XI y muchas autoridades islámicas describieron sus variantes en detalle. Por el contrario, se sabe muy poco sobre el códice de al-Ash‘arī. No ha sobrevivido hasta hoy ningún manuscrito de ninguno de estos textos, aunque la evidencia de que existieron alguna vez es lo suficientemente sólida como para haber convencido a los historiadores. Además de la descripción de estos códices por varias autoridades en distintos momentos y regiones, el descubrimiento de los Manuscritos de Saná, independientes del códice ‘utmánida, ha proporcionado evidencia manuscrita de un Corán que contiene variantes atribuidas a los códices de los Compañeros.
La principal diferencia entre los códices de ‘Uthmán e Ibn Mas‘ud es que el de Ibn Mas‘ud no incluía la sura al-Fātiḥa ni las dos suras finales del códice ‘utmánida (Al-Falaq y An-Nas), conocidas como las al-Mu‘awwidhatayn («Las dos protectoras»). El códice de Ubayy incluye todas las suras del códice ‘utmánida, pero posee otras dos más.

### Canonización
La tradición sostiene que el Corán fue canonizado por el califa ‘Uthmán alrededor del 650 d. C., convirtiéndose de inmediato en el Corán estándar. En las últimas décadas, ha surgido una nueva controversia sobre la datación de esta canonización y sobre si tuvo lugar en tiempos de ‘Uthmán o bajo un califa posterior. Behnam Sadeghi y Mohsen Goudarzi clasifican a los estudiosos del asunto en cuatro grupos en esta cuestión, a los que han llamado: tradicionalistas, revisionistas, escépticos y neotradicionalistas.
Recientes análisis por radiocarbono, ortográficos y stemmáticos de manuscritos coránicos convergen en un evento de canonización temprano (durante el reinado de ‘Uthmán, en lugar de Abd al-Málik ibn Marwán, la alternativa más citada) y en que se enviaron copias del texto canonizado a Siria, Medina, Basora y Kufa.
En las décadas posteriores a la canonización, surgió una «literatura del rasm» mediante la cual los autores buscaron catalogar todas las variantes existentes en copias o manuscritos del Corán que descendían del estándar ‘utmánida. Entre las más importantes figuran el Kitāb al-Maṣāḥif de Abī Dāwūd (m. 929) y el al-Muqni‘ fī rasm al-Maṣāḥif de al-Dānī (m. 1052–1053). Sin embargo, estas obras, debido a su tardanza, no reflejan varias de las variantes consistentes en los manuscritos más tempranos.

### Lecturas (qirāʾāt)
Debido a que el Corán ‘utmánida no estandarizó el punteado del texto árabe esquelético (el rasm), surgieron formas variantes de hacerlo en distintas ciudades. Estos diferentes estilos de punteado (y, correspondientemente, de recitación) se llaman qirāʾāt («lecturas»). Los recitadores prominentes desarrollaron sus propias lecturas desde la primera mitad del siglo VIII. En última instancia, aunque se crearon muchas, solo siete fueron canonizadas por Ibn Mujāhid (m. 936) en el siglo X, conocidas como los «siete lectores». Se eligieron tres lecturas de Kūfa y una de La Meca, Medina, Basora y Damasco. La lectura de cada maestro fue atestiguada de manera independiente mediante dos transmisiones, llamadas riwāyah (pl. riwāyāt), típicamente alumnos directos. Un siglo más tarde, al-Dānī canonizó dos transmisores específicos para cada uno de los lectores epónimos. En el siglo XV, Ibn al-Jazarī (m. 1429) canonizó tres lectores más, obteniendo las «diez recitaciones» modernas. Aunque la variación entre ellas es en gran medida en el punteado, también se producen algunas diferencias en el rasm de ‘Uthmán, especialmente en la lectura de Abū ‘Amr. La mayoría de las variantes solo afectan a la forma de la palabra, pero una minoría también impacta el significado. Hoy en día, la lectura de Ḥafṣ a través de ‘Āṣim es la más popular en el mundo musulmán, habiendo sido canonizada en la edición de El Cairo de 1924.
Estudios recientes indican que existe un ancestro oral común para todas las lecturas canónicas (y probablemente también no canónicas) que data del siglo VII, posterior al reinado de ‘Uthmán.

### Ediciones impresas
La edición de El Cairo, Egipto, publicada en 1924, es la edición impresa dominante del Corán hoy. Sigue la lectura de Ḥafṣ. También existieron ediciones impresas anteriores pero menos difundidas, incluyendo las de Hinckelmann y Marracci, ambas de finales del siglo XVII, y notablemente la de Flügel, establecida en 1834 y utilizada con profusión hasta la de El Cairo. La mayoría de las copias físicas del Corán son impresiones de alta resolución de un Corán originalmente manuscrito por un calígrafo, pero esto también deriva de la edición de El Cairo. La ortografía de la edición de El Cairo es en gran medida fiel a lo que se encuentra en los manuscritos del siglo VII, aunque no por completo:
Este es especialmente el caso del uso de la letra ʾalif, que se usa para escribir ā significativamente más a menudo en las ediciones impresas modernas de lo que es típico en los manuscritos tempranos. Pero también hay varias otras prácticas ortográficas innovadoras en comparación con los manuscritos tempranos. Por ejemplo, el pronombre nominativo ḏū se escribe constantemente و ذ en las ediciones modernas, mientras que en los manuscritos tempranos va seguido constantemente de un ʾalif, ا و ذ .
No se ha realizado una edición crítica del Corán, y realizarla es el principal objetivo del proyecto Corpus Coranicum aunque, hasta ahora, se ha centrado en publicar ediciones textuales de manuscritos tempranos.

## Orígenes del Corán

### Geografía

#### Fuera del Hiyaz
Durante las décadas de 1970 y 1980, varios historiadores sostuvieron que el Corán se originó fuera de la Península arábiga. El principal argumento para ello fue que las tradiciones cristianas que conoce el Corán es más probable que se hayan aprendido en Mesopotamia o el Levante en lugar de Arabia. En Hagarism de Patricia Crone y Michael Cook, el Corán se sitúa en Arabia, pero en su noroeste en lugar del Hiyaz. Stephen J. Shoemaker sitúa la vida y carrera de Mahoma en el Hiyaz, pero la redacción y edición del Corán en el Levante durante el reinado del califa Abd al-Málik ibn Marwán. Guillaume Dye cree que el Corán puede ser un texto compuesto de tradiciones originadas en muchas partes de Arabia, incluyendo, pero sin limitarse al Hiyaz.

#### Dentro del Hiyaz
La mayoría de los historiadores aceptan un origen hiyazí para el Corán, siguiendo un consenso de larga data que se remonta al siglo XIX. Según Angelika Neuwirth, la postura hiyazí está respaldada por los últimos estudios manuscritos, filológicos e históricos.
Los defensores del Hiyaz argumentan que el cristianismo árabe preislámico estaba lo suficientemente extendido como para explicar la familiaridad del Corán con la tradición cristiana. También cuestionan por qué un origen del Corán o de Mahoma fuera del Hiyaz habría sido retroproyectado unánimemente por la tradición islámica a La Meca y Medina, sin ningún rastro de la visión original ni de otras visiones competidoras en ningún texto. Investigaciones recientes también han establecido un papel importante de la tradición árabe en la formación del contenido del Corán, como la presencia de palabras, profetas, etc., árabes. Los proponentes también sostienen que muchos de los topónimos en el Corán son hiyazíes y que la Constitución de Medina (ampliamente aceptada como auténtica) también indica un origen hiyazí:
… menciona un puñado de topónimos hiyazíes, incluidos Badr (Q. 3:123), Ḥunayn (Q. 9:25), Yathrib (Q. 33:13) y La Meca (Q. 48:24)… así como la tribu de Quraysh (Q. 106:1). Además, la llamada «Constitución de Medina»… sitúa a un «Profeta» (nabī) y a un «Mensajero de Dios» (rasūl Allāh) llamado Muḥammad en un lugar llamado Yathrib (Lecker 2004).
Estudios recientes también muestran que el dialecto árabe del Corán es hiyazí y que el Corán utiliza formas ortográficas de palabras árabes solo conocidas en el Hiyaz.

### Autoría
Existe un debate en curso sobre si el Corán refleja una autoría única o múltiple. Análisis estilométricos de Behnam Sadeghi concluyeron en un solo autor. Por su parte, Gabriel Said Reynolds ha argumentado a favor de una autoría múltiple basándose en dobletes coránicos y en que el Corán sería una creación compuesta de dos obras originalmente separadas (suras mequíes y mediníes). Tesei también favorece la autoría múltiple basándose en dos grupos estilísticos primarios. Empleando la Crítica redaccional, Michael E. Pregill ha argumentado que el Corán fue tejido a partir de tres fuentes.

## Contexto histórico
Se cree que el entorno en el que se compuso el Corán, su contexto histórico, desempeñó un papel importante en su conformación. El estudio del contexto histórico del Corán surgió como un área importante de estudio en el siglo XIX, pero finalmente se detuvo desde mediados del siglo XX hasta principios del siglo XXI. El debate fue reavivado por el libro de Christoph Luxenberg The Syro-Aramaic Reading of the Koran, que afirmaba que el Corán comenzó como un libro arameo. Este trabajo fue universalmente rechazado pero estimuló a los historiadores a reconsiderar lo que sabían sobre el contexto histórico del Corán. Los principales estudiosos de esta área ahora incluyen a Gabriel Said Reynolds, Holger Zellentin, Emran El-Badawi y Joseph Witztum.

### Siriaco
Uno de los paradigmas dominantes en la investigación actual del contexto histórico es situar el Corán en el entorno del Cristianismo siríaco, especialmente entre las obras de autores como Efrén el Sirio, Jacobo de Sarug y Narsai. Historias en el Corán que, según los historiadores, reflejan relatos de la literatura cristiana siríaca incluyen la historia de Dhu al-Qarnayn (Sura 18:83-100), con su trasfondo en la leyenda siríaca de Alejandro, la historia de los Siete durmientes de Éfeso (18:9-25) y muchas de las historias de profetas en el Corán.

### Rabínico
El Corán tiene numerosas referencias a los judíos, los israelitas y la Gente del Libro, lo que indica un conocimiento íntimo del judaísmo en la Arabia preislámica. Desde el trabajo pionero de Abraham Geiger, el contenido del Corán se ha comparado regularmente con tradiciones rabínicas en la Mishná y el Talmud. Por ejemplo, Corán 5:32 contiene una cita de Mishná Sanedrín 4:5. Corán 2:63 refleja una historia de b. Shabbat 88a, donde se eleva una montaña sobre los israelitas mientras establecen un pacto con Dios. También se han hecho muchas otras comparaciones narrativas y jurídicas.

### Arábigo
En los últimos años se ha reavivado el interés por el contexto de la Arabia preislámica, especialmente a la luz de muchos nuevos hallazgos de inscripciones árabes preislámicas. Tales hallazgos muestran que el judaísmo, el cristianismo y el monoteísmo eran mucho más comunes de lo que se creía anteriormente, si no dominantes, en los siglos V y VI. Se ha señalado que los «asociacionistas» (mushrikūn) en el Corán dirigen la oración intercesora a seres divinos intermedios, mientras creen en Alá como el Creador único y omnipotente.
El trabajo arqueológico ha mostrado que la grafía coránica del nombre de Jesús, Īsā, refleja desarrollos anteriores de la ortografía árabe, como se ve en inscripciones safaitas. Además, este trabajo ha mostrado que el Corán fue escrito en el dialecto hiyazí del paleoárabe. Existe una gran continuidad ritual entre el Corán y la religión árabe preislámica, incluyendo las prácticas de peregrinación (ḥajj, ʿumra), oración (ṣalāh) y caridad (zakāh). En cuanto a la peregrinación, se han establecido comparaciones entre la forma en que se practicaba en la Kaaba (una de varias Kaabas preislámicas) y cómo se practicaba en un importante templo de Arabia Meridional conocido como el templo de Awwām. Los betilos (piedras negras) creídos de origen celeste o meteórico eran populares en Arabia.

### Griego
Existe evidencia significativa de helenización en la Arabia preislámica, incluida en partes del Hiyaz. Las tendencias de helenización se han relacionado de forma concurrente con el Corán. En 2014, Omar Sankharé publicó lo que sigue siendo la única investigación de libro completo sobre el tema, en su volumen Le Coran et la culture grecque. Estudió el Corán frente a descripciones literarias griegas del diluvio, la leyenda de Coré, la tríada de seres femeninos de intercesión mencionada en Corán 53:19–23, la historia de Alejandro Magno denominada Dhu al-Qarnayn, la Sura de la Cueva y la República de Platón, y más. Otros han relacionado el Corán con nociones helenísticas del tiempo. Estudios individuales también se han centrado en los siguientes elementos:
- Superposición entre la ley coránica (sura al-Mā’ida, 5) y el Corpus Juris Civilis justinianeo.[68][71]
- Expresiones como estar «teñidos por el tinte de Dios» (Corán 2:138).[72]
- La historia del nacimiento de Jesús en relación con la palmera, vinculada con el Evangelio de Pseudo-Mateo y tradiciones sobre Leto.[73][74]
- La figura de Luqman en el Corán 31 ha sido relacionada por algunos con el filósofo griego Alcmeón de Crotona.[72]
- Corán 52:24 ha sido relacionado por Walid Saleh con Ganimedes.[75]

### Judeocristiano
Se ha sostenido durante mucho tiempo que los cristianos del Corán reflejan un entorno de judeocristianismo, sostenido por primera vez por Aloys Sprenger (1861). Otros defensores prominentes desde entonces han incluido a Adolf von Harnack, Hans-Joachim Schoeps y M. P. Roncaglia, y más recientemente, François de Blois y Holger Zellentin (comparando el discurso jurídico coránico con la Didascalia Apostolorum siríaca y la literatura seudo-Clementina). Esta visión tiene varios críticos, destacando Sidney Griffith. En los últimos años, esta visión también ha sido rechazada por Gabriel Said Reynolds, Stephen J. Shoemaker y Guillaume Dye.
De Blois aporta tres argumentos respecto al papel del judeocristianismo. Primero, el término para «cristianos» en el Corán (naṣārā) se asemeja al nombre de la secta de los Nazóreos. Segundo, que el Evangelio de los Hebreos ofrece un trasfondo para la representación coránica de María como parte de la Trinidad. Tercero, restricciones dietéticas asociadas con la comunidad cristiana en el Corán y el judeocristianismo. A su vez, Mehdy Shaddel argumentó que una posible relación entre naṣārā y Nazóreos pudo haber surgido si estos fueron los primeros en interactuar con la comunidad árabe, pero no ayuda a caracterizar a las comunidades cristianas en la época de Mahoma. El Corán puede estar utilizando hipérbole cuando se refiere a María como parte de la Trinidad. Shaddel concede, sin embargo, que las leyes rituales son evidencia para la hipótesis judeocristiana.

## Historia del campo

### Predecesores premodernos
Si bien las obras formales sobre estudios coránicos no surgieron hasta varios siglos después de la muerte de Mahoma, los temas clave se abordaron antes dentro de otras disciplinas. Las primeras obras exegéticas (tafsīr) incluyeron discusiones sobre asbāb al-nuzūl (ocasiones de autoría), qirāʾāt (lecturas) y matices lingüísticos. Los juristas incorporaron interpretaciones de versículos coránicos en el razonamiento jurídico, mientras que los gramáticos analizaron el texto por sus rasgos sintácticos y fonológicos.

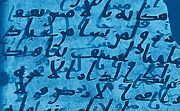
Una página de los Manuscritos de Saná: el documento arqueológico islámico más antiguo hasta la fecha.

Para el siglo X, tratados independientes tempranos comenzaron a abordar las ciencias del Corán. Figuras como Muḥammad ibn Jalaf al-Marzūbān (al-Ḥāwī fī ʿUlūm al-Qurʾān) y otros compilaron extensas discusiones sobre temas como la abrogación, los versículos ambiguos y las peculiaridades lingüísticas. Estas obras solían ser enciclopédicas; sin embargo, incorporaban erudición anterior y la organizaban en marcos coherentes.
El al-Itqān fī ʿUlūm al-Qurʾān de al-Suyūṭī amplió el marco de al-Zarkashī, identificando 80 ciencias e incorporando discusiones sobre áreas previamente desatendidas. Al-Suyūṭī enfatizó la naturaleza interdisciplinaria de los estudios coránicos, vinculando el análisis lingüístico, la teoría jurídica y la reflexión espiritual.

### Estudios coránicos modernos
La disciplina moderna del estudio del Corán puede considerarse iniciada en 1833, con la publicación del libro Was hat Mohammed aus dem Judenthume aufgenommen? («¿Qué tomó Mahoma del judaísmo?») de Abraham Geiger. … 
En 1844, Gustav Weil publicó la primera introducción crítica al Corán en Europa. En 1858, la Académie des Inscriptions francesa convocó un concurso europeo para una obra sobre la historia del Corán que ganaron Theodor Nöldeke, Aloys Sprenger y Michele Amari. En 1860, Nöldeke publicó Geschichte des Qorans (Historia del Corán). Este trabajo influyó profundamente en la periodización de las suras (mequíes tempranas, medias y tardías, y mediníes) y en aceptar una canonización bajo ‘Uthmán. Otras publicaciones tempranas importantes incluyeron los estudios de Ignác Goldziher sobre el tafsir y la obra de Arthur Jeffery Materials For The History Of The Text Of The Quran The Old Codices (1934).

### Después de la Segunda Guerra Mundial
Tras la Segunda Guerra Mundial, no hubo un locus principal para el estudio del Corán…  … El campo resurgió hacia finales del siglo XX e inicios del XXI, con nuevas revistas como el Journal of Qur'anic Studies, la IQSA y recursos como la Encyclopaedia of the Qurʾān. En 2007 se inició el proyecto Corpus Coranicum, y en 2015 se publicó The Study Quran.
A pesar de los avances, aún queda trabajo por hacer: por ejemplo, una Biblia cuenta con ediciones críticas desde hace décadas, pero el Corán no. Solo hay una traducción crítica publicada (Arthur Droge, 2014).

## Publicaciones notables
- The Foreign Vocabulary of the Qur'an, 1938
- A Concordance of the Qurʾān, 1983
- The Encyclopaedia of the Qurʾān, 2001–2006
- A Concise Dictionary of Koranic Arabic, 2004
- The Qur'an: An Encyclopedia, 2006
- The Cambridge Companion to the Qur'an, 2006
- Dictionnaire du Coran, 2007
- The Wiley-Blackwell Companion to the Qur’an, 2017
- The Qur’an: A Historical-Critical Introduction, 2018
- The Oxford Handbook of Qur'anic Studies, 2020
- The Routledge Companion to the Qur'an, 2021
- Key Terms of the Qur'an, 2023

## Comentarios

### Inglés
- Azaiez, Mehdi et al., The Qur'an Seminar Commentary / Le Qur'an Seminar, De Gruyter 2016.
- Bell, Richard, A Commentary on the Quran, vols. 1–2, 1991.
- Nasr, Seyyed et al., The Study Quran: A New Translation and Commentary, HarperCollins 2015.
- Neuwirth, Angelika, The Qur'an: Text and Commentary. Volume 1…, OUP 2022.
- Neuwirth, Angelika, The Qur'an: Text and Commentary, Volume 2.1…, OUP 2024.
- Reynolds, Gabriel Said, The Qur'an and the Bible: Text and Commentary, Yale 2018.
- Sirry, Mun'im, The Quran with Cross-References, De Gruyter 2022.

### Alemán
- Khoury, Adel Theodor, Der Koran…, 2001.
- Neuwirth, Angelika, Frühmekkanische Suren…, 2011; Frühmittelmekkanische Suren…, 2017; Spätmittelmekkanische Suren…, 2021.
- Paret, Rudi, Der Koran, Kommentar und Konkordanz, 1963.

### Francés
- Azaiez, Mehdi et al., The Qur'an Seminar Commentary / Le Qur'an Seminar, 2016.
- Dye, Guillaume & Mohammad Ali Amir-Moezzi, Le Coran des historiens, 2019.

### Citas
1. 1 2 3 4  Sinai, 2017, pp. 2-5.
2. ↑  Sinai, 2015.
3. ↑  Sinai, 2020.
4. ↑  Zadeh, 2015.
5. ↑  Stewart, 2017, pp. 9-10.
6. ↑  Stewart, 2017, p. 7.
7. ↑  Zvi Brettler, Marc; Arakaky, Matthew (27 de mayo de 2024). «On the Term »Historical-Critical«». Zeitschrift für die alttestamentliche Wissenschaft (en inglés) 136 (2): 206-218. ISSN 1613-0103. doi:10.1515/zaw-2024-2002.
8. ↑  Van Putten, 2024, p. 152.
9. ↑  Deroche, 2022, pp. 121-129.
10. ↑  Anthony, 2019.
11. ↑  Van Putten, 2024, p. 162.
12. ↑  Deroche, 2022, p. 136.
13. ↑  Sadeghi  y Goudarzi , 2012, pp. 1-4.
14. ↑  Van Putten, 2024, pp. 153-157.
15. ↑  Van Putten, 2019.
16. ↑  Sidky, 2020.
17. ↑  Van Putten, 2024, p. 155.
18. ↑  Van Putten, 2024, pp. 155-161.
19. ↑  Van Putten, 2022.
20. ↑  Sidky, 2023.
21. ↑  Van Putten, 2024, pp. 162-166.
22. ↑  Van Putten, 2024, p. 166.
23. ↑  Van Putten, 2024, p. 166–167.
24. ↑  Sirry, 2021, p. 121–123.
25. ↑  Wansbrough, 1977, p. 34, 50.
26. ↑  Crone y Cook, 1977.
27. ↑  Shoemaker, 2022.
28. ↑  Dye, 2023.
29. ↑  Tesei, 2021, p. 188.
30. ↑  Sirry, 2021, p. 118–119.
31. ↑  Neuwirth, 2017, p. 152.
32. ↑  Sinai, 2024.
33. ↑  Sirry, 2021, p. 123–124.
34. ↑  Dost, 2017.
35. ↑  Munt, 2020, p. 100.
36. 1 2  Van Putten, 2023.
37. ↑  Al-Jallad y Sidky, 2024, p. 6.
38. 1 2  Tesei, 2021.
39. ↑  Sadeghi, 2011.
40. ↑  Reynolds, 2021.
41. ↑  Reynolds, 2022.
42. ↑  Sinai, 2023, p. XIV.
43. 1 2 3  Pregill, 2023.
44. 1 2  Stewart, 2024.
45. ↑  Sirry, 2021, p. 111.
46. ↑  Neuwirth, 2019, p. 50–51.
47. ↑  Witzum, 2011, p. 51–53, esp. n. 193.
48. ↑  Zellentin, 2019.
49. ↑  Stewart, 2017, p. 20–28.
50. ↑  Reynolds, 2010.
51. ↑  Reynolds, 2018.
52. ↑  Van Bladel, 2008.
53. ↑  Griffith, 2008.
54. ↑  Witzum, 2009.
55. ↑  Reynolds, 2018, p. 50–51.
56. ↑  Mazuz, 2014, p. 70–72.
57. ↑  Powers, 2020, p. 19–21.
58. ↑  Hussain, 2021, p. 89–91.
59. ↑  Al-Jallad y Sidky, 2021.
60. ↑  Lindstedt, 2023.
61. ↑  Crone, 2012.
62. ↑  Crone, 2013.
63. ↑  Al-Jallad y Al-Manaser, 2021.
64. ↑  Al-Jallad, 2022, p. 41–44, 68.
65. 1 2  Dost, 2023.
66. ↑  Wheeler, 2006, p. 28–29.
67. ↑  Hoyland, 2001, p. 183.
68. 1 2  Cole, 2020.
69. ↑  Sankharé, 2014.
70. ↑  Tamer, 2011.
71. ↑  Cole, 2022.
72. 1 2  Cole, 2021.
73. ↑  Mourad, 2002.
74. ↑  Neuwirth, 2019, p. 298.
75. ↑  Saleh, 2009.
76. ↑  Strousma, 2015, pp. 138-158.
77. ↑  Sánchez, 2021.
78. ↑  Crone, 2015, pp. 227-228.
79. ↑  Zellentin, 2013.
80. ↑  Crone, 2015, p. 228.
81. ↑  Griffith, 2011.
82. ↑  Reynolds, 2014.
83. ↑  Reynolds, 2019.
84. ↑  Shoemaker, 2018.
85. ↑  Dye, 2021, pp. 158-162.
86. ↑  Shaddel, 2016, pp. 21-31.
87. ↑  «Mabahith fi 'ulum al-Quran». sites.dlib.nyu.edu. Consultado el 8 de enero de 2025.
88. ↑  Marketing Communications: Web | University of Notre Dame. «The Quran in Its Historical Context | Department of Theology | University of Notre Dame». Department of Theology (en inglés estadounidense). Archivado desde el original el 27 April 2022. Consultado el 8 de enero de 2025.
89. ↑  Suyūṭī. Kitāb al-itqān fī ʻulūm al-Qurʼān lil-Shaykh al-Imām al-ʻĀlim al-ʻAllāmah Jalāl al-Dīn al-Asyūṭī (en arabic). Library of Congress.
90. ↑  Stewart, 2017, p. 9–10.
91. 1 2  Stewart, 2017, p. 10–12.
92. ↑  Jeffrey, 1937.
93. ↑  Stewart, 2017, p. 19–20.
94. ↑  Reynolds, 2008, p. 1–6.
95. ↑  Droge, 2013.
96. ↑  Oliver, 2023, p. 218.